# Jad Turjman
Jad Turjman (* 5. September 1989 in Damaskus; † 29. Juli oder 30. Juli 2022 am Hohen Göll) war ein syrisch-österreichischer Schriftsteller und Comedian.

## Leben
Jad Turjman studierte Anglistik und war in der Stadtverwaltung von Damaskus tätig. 2014 erhielt er die Einberufung für die sich im Bürgerkrieg befindende syrische Armee, worauf er sich zur Flucht entschied. Über den Libanon und die Türkei wollte er nach Schweden, wurde auf der Reise aber von Beamten in Salzburg angehalten. Ab 2015 lebte er in Salzburg, bis 2018 war er für den Arbeiter-Samariter-Bund als Asylbetreuer und von 2018 bis 2021 für das Projekt Heroes in der Betreuung von Jugendlichen tätig.
2019 veröffentlichte er mit Wenn der Jasmin auswandert die Geschichte seiner Flucht im Residenz Verlag. 2021 erschien der Roman Der Geruch der Seele: Eine Liebesgeschichte in Zeiten von Krieg und Revolution. Im September 2022 wurde sein drittes Buch Wenn der Jasmin Wurzeln schlägt posthum veröffentlicht.
2021 erhielt er die österreichische Staatsbürgerschaft. Turjman lebte in Mattsee im Flachgau und trat auch als Stand-Up-Comedian sowie mit dem Soloprogramm Der Flüchtling Ihres Vertrauens auf. Ende Juli 2022 verunglückte er beim Abstieg vom Hohen Göll in den Berchtesgadener Alpen in Bayern tödlich.

## Publikationen (Auswahl)
- Wenn der Jasmin auswandert: die Geschichte meiner Flucht, mit einem Vorwort von Karim El-Gawhary, Residenz Verlag, Salzburg 2019, ISBN 978-3-7017-3480-1.
- Der Geruch der Seele: Eine Liebesgeschichte in Zeiten von Krieg und Revolution, Residenz Verlag, Salzburg 2021, ISBN 978-3-7017-4666-8.
- Wenn der Jasmin Wurzeln schlägt: Wie ich gelernt habe, die Heimat in mir zu finden, Residenz Verlag, Salzburg 2022 ISBN 978-3-7017-3561-7.
- Wenn der Jasmin auswandert / Wenn der Jasmin Wurzeln schlägt. Zwei Bücher in einem Band, Residenz Verlag, Salzburg 2023 ISBN 978-3-7017-3595-2.